# Abd al-Jabbar ibn Ahmad
ʿAbd al-Jabbar ibn Ahmad ibn ʿAbd al-Jabbar al-Hamadani al-Asadabadi, Abu ʿl-Hasan (935. – 1025.) bio je islamski teolog koji je pripadao grani mutezilizma; sljedbenik šafijskog mezheba. Abd al-Jabbarovo ime znači „sluga moćnoga”. Isprva je živio u Bagdadu, ali ga je 978. guverner Sahib ibn Abbad pozvao u Raj. Nakon Sahibove smrti, Abd al-Jabbar je uhićen po naredbi Fakhra al-Dawle.

## Djela
ʿAbd al-Jabbar je napisao više od 70 knjiga. Ostavio je iza sebe mnoštvo špekulacija o islamskoj teologiji, ali je njegovo najpoznatije djelo Tathbit Dala’il Nubuwwat Sayyidina Muhammad, u kojem je pisao protiv kršćanstva. Prema Shlomu Pinesu, dio tog teksta sadrži zapise judeokršćana protiv učenja apostola Pavla.